# Hungerford

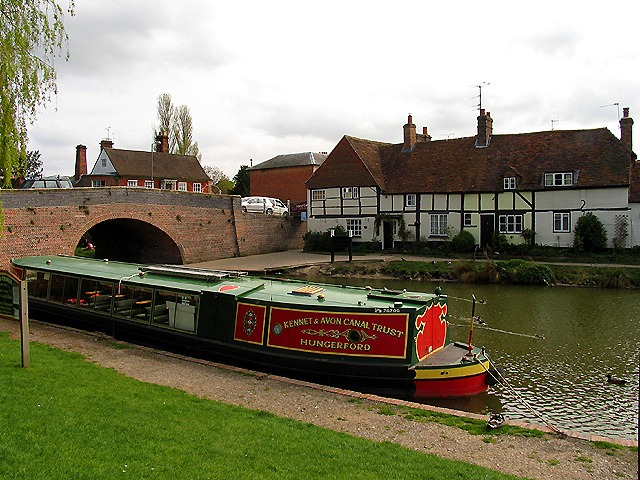
Kennet and Avon Canal i Hungerford.

Hungerford är en småstad och civil parish i grevskapet Berkshire i södra England. Staden ligger i enhetskommunen West Berkshire, cirka 13,5 kilometer väster om Newbury och cirka 43 kilometer nordost om Salisbury. Tätorten (built-up area) hade 5 185 invånare vid folkräkningen år 2021.
I staden ägde Hungerfordmassakern rum år 1987. Hungerford är vänort med Ligueil i Frankrike.